# Sé que te vas
"Sé que te vas" é uma canção da dupla americana de música pop Ha*Ash. Foi incluída pela primeira vez no primeiro álbum ao vivo do Ha*Ash, "Primera Fila: Hecho Realidad" (2014) com o grupo mexicano Matisse e depois foi gravado apenas por Ha*Ash para sua edição de luxo em 2016. Versão solo foi lançado pela Sony Music Latin em 26 de abril de 2016 como o sexto single. É uma trágica balada de amor, A música é sobre o divórcio dos pais da dupla.

## Composição e desempenho comercial
Foi lançado oficialmente como o quarto single do primeiro álbum ao vivo das irmãs, em 6 de abril de 2015. "Sé que te vas" foi escrito por Ashley Grace, Hanna Nicole e Pablo Preciado, enquanto George Noriega e Tim Mitchell produziu a música. No ano de 2017, o tema recebeu o disco duplo de platina no México.
A música é uma balada. O single é uma das questões que mais custam trabalho para escrever para a dupla, pois reflete o divórcio de seus pais em 2005, que se separaram quando estavam gravando seu segundo álbum de estúdio; "Mundos Opuestos". No vídeo ao vivo da música, elas indicam no início: "De todos os corações partidos que existem, essa música é dedicada ao coração partido de nossa mãe.

## Vídeo musical
O videoclipe oficial foi lançado em 10 de junho de 2016. O vídeo mostra a dupla cantando e vídeos dos momentos que eles tiveram nos diferentes países que visitaram durante sua turnê 1F Hecho Realidad Tour.

### Versão Ha*Ash feat Matisse
O vídeo da primeira versão ao vivo da música com o grupo Matisse foi lançado em 6 de maio de 2015. Foi filmado na Estudios Churubusco, México e dirigido pelo produtor Nahuel Lerena. O vídeo mostra as irmãs tocando a música ao vivo na frente de um público.

### Versão En vivo
O videoclipe gravado para o álbum ao vivo En vivo, foi lançado em 6 de  dezembro  de 2019. O vídeo foi filmado em Auditório Nacional em Cidade do México, no dia 11 de novembro de 2018.

## Desempenho nas tabelas musicais

### Posições
| Tabela musical (2016)             | Maior posição |
| --------------------------------- | ------------- |
| México - (Mexico Espanol Airplay) | 28            |
| México - (Monitor Latino)         | 16            |

## Vendas e certificações
| Região | Certificação | Vendas/distribuição |
| --- | ------------ | ------------------- |
| México (AMPROFON) | Ouro         | 30,000 ^            |
| *vendas baseadas apenas na certificação ^distribuições baseadas apenas na certificação ‡dados de streaming baseados somente em certificação |              |                     |

## Prêmios
| Ano  | Cerimônia            | Nomeação          | Resultado |
| ---- | -------------------- | ----------------- | --------- |
| 2016 | Premios Quiero       | Melhor videoclipe | Venceu    |
| 2017 | Vevo Certified Award | 100 000 000 views | Venceu    |

## Histórico de lançamento
| Região       | Data                | Formato          | Gravadora        | Ref.  |
| ------------ | ------------------- | ---------------- | ---------------- | ----- |
| Mundialmente | 26 de abril de 2016 | Digital download | Sony Music Latin | [ 2 ] |